# Basses de Can Jordà
Les basses de can Jordà són dues petites basses de 0,4 hectàrees que, juntament amb la zona de prats inundables adjacent, poden abastar fins a més de 3 hectàrees. Es tracta de dues petites cubetes d'origen natural que han estat però objecte de modificacions. Un aspecte destacable d'aquesta zona humida és que es troba sobre sòls d'origen col·luvial en una conca endorreica creada pel vulcanisme (la colada de lava procedent del volcà del Croscat va interceptar els drenatges naturals del vessant nord de la serra del Corb).
Malgrat la mida reduïda de les basses, la diversitat de comunitats vegetals és molt elevada. S'hi troben claps de bogar, de jonquera, de poblaments de càrex, de lliri groc, etc. També hi ha una petita salzeda envoltant part de les basses.
En no haver-hi peixos, es tracta d'una zona humida de gran interès per als amfibis, ja que és un lloc de reproducció important per a aquests animals. Hi ha espècies com el tòtil (Alytes obstetricans) o el gripau comú (Bufo bufo). Es tracta també d'un punt d'abeurament per a mamífers i es detecta la presència d'aus aquàtiques com la polla d'aigua i l'ànec collverd.
El Parc Natural de la Zona Volcànica de la Garrotxa hi ha realitzat actuacions de millora -una primera fase executada l'any 1990 i una segona entre 2002 i 2003-, que han consistit en la reexcavació de les basses i la modificació de la xarxa de drenatge. A part de l'interès ecològic manifest, cal dir que d'ençà les obres de millora ecològica, encara s'estan recuperant o establint les comunitats higròfiles potencials.
És notori l'interès del Parc Natural per conservar les seves zones humides i no es preveu cap impacte que en pugui fer perillar la integritat ecològica. Malgrat tot, sí que caldria considerar una reducció de la pressió de pastura que actualment provoca eutrofització i enterboleix l'aigua. L'espai forma part del Parc Natural de la Zona Volcànica de la Garrotxa. A més està inclòs a l'espai del PEIN i de la Xarxa Natura 2000 ES5120004 "Zona volcànica de la Garrotxa".